# Izatha
Izatha é um gênero de traça pertencente à família Agonoxenidae.